# Печериста пазуха

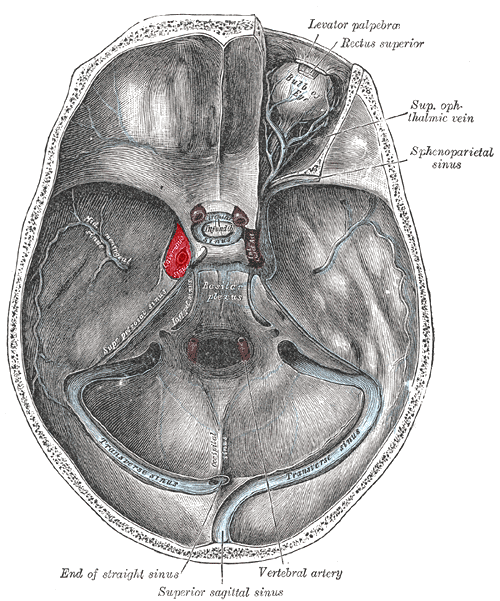
Ліва печериста пазуха виділена червоним

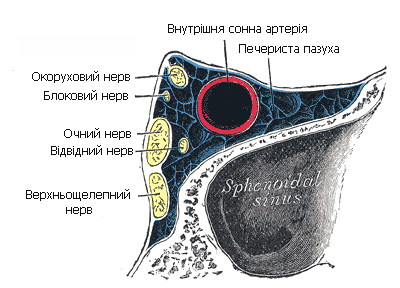
Внутрішня сонна артерія виділена червоним, черепно-мозкові нерви — жовтим

Пече́риста па́зуха, каверно́зний си́нус (лат. sinus cavernosus) — венозний простір між зовнішньою й внутрішньою пластинками твердої мозкової оболони черепа людини та ссавців. Парний простір, розташований на основі черепа по обидва боки від турецького сідла (клиноподібна кістка). Відноситься до синусів твердої оболони.

## Анатомія
У печеристій пазусі міститься багато перегородок, що надає їй печеристого характеру, звідки і походить її назва. Іноді може мати вигляд венозного сплетення.
Права і ліва печеристі пазухи сполучаються між собою за допомогою передньої і задньої міжпечеристих пазух (sinus intercavernosi), які розміщені в товщі діафрагми турецького сідла, відповідно, попереду і позаду гіпофіза. В результаті чого навколо гіпофіза утворюється циркулярний синус (великий синус).
У печеристу пазуху впадає клино-тім'яний синус (sinus sphenoparietalis) і верхня очна вена (vena ophtalmica superior). Кров з печеристої пазухи головним чином відтікає через верхній і нижній кам'янистий синуси (sinus petrosus superior et sinus petrosus inferior) у внутрішню яремну вену (vena jugularis interna).
При перерізі синус не спадається і має вигляд трикутника, у якому розрізняють три стінки: верхню, зовнішню і внутрішню. В товщі зовнішньої стінки синусу проходить багато черепно-мозкових нервів: окоруховий нерв (III пара ЧМН), блоковий нерв (IV пара ЧМН), очний нерв (перша гілка трійчастого нерву — V пара ЧМН), верхньощелепний нерв (друга гілка трійчастого нерву — V пара ЧМН). Листок твердої мозкової оболони формує фіброзну піхву для ЧМН, при цьому нерви дещо виступають у порожнину печеристого синусу.
Через кавернозний синус проходить внутрішня сонна артерія разом з симпатичним сонним сплетенням. Її супроводжує відвідний нерв (VI пара ЧМН), розміщений трохи латеральніше від внутрішньої сонної артерії.
За допомогою емісарних вен печеристий синус сполучається з крилоподібним венозним сплетенням. Очна вена і кутова вена ока, які відповідають за відтік крові від тканин обличчя, носа, очного яблука, також мають сполучення з кавернозним синусом.

## Клінічне значення
У випадку запального процесу в ділянці обличчя, інфекція через очну вену і кутову вену може поширитися до кавернозного синусу і викликати його тромбоз — небезпечне для життя ускладнення.
При пошкодженні чи розриві стінки внутрішньої сонної артерії може виникнути артеріовенозна фістула — каротидно-кавернозне співустя. Симптомами якого є пульсуючий екзофтальм, шум в вухах, прогресуюча втрата зору.